# 7th Heaven (1927)
7th Heaven (bra: Sétimo Céu; prt: A Hora Suprema) é um filme estadunidense de 1927, do gênero drama, dirigido por Frank Borzage e com roteiro baseado em peça teatral de Austin Strong.

## Sinopse
Chico é um trabalhador dos esgotos de Paris que um dia encontra uma bela mulher chamada Diane. Ela conta com a ajuda dele para se esconder da polícia. Eles se apaixonam e casam, vivendo felizes até que Chico é convocado para a Primeira Guerra Mundial lutar ao lado dos americanos.

## Elenco
- Janet Gaynor .... Diane
- Charles Farrell .... Chico
- Ben Bard .... coronel Brissac
- Albert Gran .... Boul
- David Butler .... Gobin
- Marie Mosquini .... Madame Gobin
- Gladys Brockwell .... Nana
- Emile Chautard .... padre Chevillon
- Jessie Haslett .... tia Valentine
- Brandon Hurst .... tio George
- Lillian West …  Arlette

## Principais prêmios e indicações
Oscar 1929 (Estados Unidos)
- Venceu nas categorias de melhor diretor por filme de drama, melhor atriz (Janet Gaynor) e melhor roteiro adaptado.
- Indicado nas categorias de melhor direção de arte e melhor filme.

Kinema Junpo Awards 1928 (Japão)
- Venceu na categoria de melhor filme estrangeiro.